# Patrick Roberts
Patrick John Joseph Roberts (Kingston upon Thames, 5 februari 1997) is een Engelse voetballer die doorgaans als vleugelspeler speelt. Hij verruilde Fulham  in juli 2015 voor Manchester City. Dat betaalde circa €7 miljoen voor hem en stelde nog tot €8,4 miljoen extra in het vooruitzicht aan eventuele bonussen.

## Clubcarrière
Roberts komt uit de jeugdacademie van Fulham. Op 15 maart 2014 zat hij voor het eerst in de selectie van het eerste team, voor een competitiewedstrijd tegen Newcastle United. Hij debuteerde één week later in de Premier League tegen Manchester City. Hij mocht na 55 minuten invallen voor Alexander Kačaniklić. Manchester City won de wedstrijd met forfaitcijfers, na doelpunten van Yaya Touré, Fernandinho en Martín Demichelis. Roberts speelde dat jaar twee competitiewedstrijden. Hier kwamen er het volgende seizoen zeventien bij, dan inmiddels in de Championship.
Roberts verruilde in juli 2015 Fulham voor Manchester City, de nummer twee van de Premier League in het voorgaande seizoen. Dat betaalde circa € 7 miljoen voor hem en stelde nog tot € 8,4 miljoen extra in het vooruitzicht aan eventuele bonussen.
Manchester City verhuurde hem in februari 2016 voor anderhalf jaar en in augustus 2017 voor nog een seizoen aan Celtic.

## Clubstatistieken
| Seizoen | Club            | Competitie              | Competitie | Competitie | Beker | Beker | Internationaal | Internationaal | Totaal | Totaal |
| Seizoen | Club            | Competitie              | Wed.       | Dlp.       | Wed.  | Dlp.  | Wed.           | Dlp.           | Wed.   | Dlp.   |
| ------- | --------------- | ----------------------- | ---------- | ---------- | ----- | ----- | -------------- | -------------- | ------ | ------ |
| 2013/14 | Fulham          | Premier League          | 2          | 0          | 0     | 0     | —              | —              | 2      | 0      |
| 2014/15 | Fulham          | Championship            | 17         | 0          | 3     | 0     | —              | —              | 20     | 0      |
| 2015/16 | Manchester City | Premier League          | 1          | 0          | 2     | 0     | 0              | 0              | 3      | 0      |
| 2015/16 | → Celtic        | Scottish Premier League | 11         | 6          | 2     | 0     | 0              | 0              | 13     | 6      |
| 2016/17 | → Celtic        | Scottish Premier League | 32         | 9          | 6     | 0     | 9              | 2              | 47     | 11     |
| 2017/18 | → Celtic        | Scottish Premier League | 12         | 0          | 4     | 0     | 3              | 1              | 19     | 1      |
| 2018/19 | → Girona FC     | Primera División        | 19         | 0          | 2     | 0     | —              | —              | 21     | 0      |
| 2019/20 | → Norwich City  | Premier League          | 3          | 0          | 1     | 0     | —              | —              | 4      | 0      |
| 2019/20 | → Middlesbrough | Championship            | 0          | 0          | 0     | 0     | —              | —              | 0      | 0      |
| Totaal  | Totaal          | Totaal                  | 97         | 15         | 20    | 0     | 12             | 3              | 129    | 18     |

Bijgewerkt t/m 3 januari 2020

## Interlandcarrière
Roberts kwam uit in meerdere Engelse nationale jeugdelftallen. Hij speelde zeven interlands voor Engeland –16. Hij debuteerde in 2013 in Engeland –17.

## Erelijst
| Europees kampioen -17 | 1x | 2014 |

1 Dieng ·
2 Smith ·
3 Van den Berg ·
4 Barlaser ·
5 Clarke ·
6 Fry ·
7 Hackney ·
8 McGree ·
9 Latte Lath ·
10 Burgzorg ·
11 Jones ·
12 Ayling ·
13 Hoppe ·
14 Gilbert ·
15 Dijksteel ·
16 Howson  ·
17 Hamilton ·
18 Morris ·
20 Azaz ·
21 Forss ·
22 Conway ·
23 Glover ·
24 Bangura ·
25 Edmundson ·
26 Lenihan ·
27 Engel ·
30 Borges ·
31 Brynn ·
37 McCormick ·
40 Cartwright ·
43 Lennon ·
49 McCabe ·
50 Doak ·
Coach: Carrick
· Assistent-coach: Woodgate